# Акбулак (Северо-Казахстанская область)
Акбулак (каз. Ақбұлақ, до 2010 г. — Чехово) — село в Уалихановском районе Северо-Казахстанской области Казахстана. Административный центр Акбулакского сельского округа. Код КАТО — 596449100.

## Население
В 1999 году население села составляло 821 человек (399 мужчин и 422 женщины). По данным переписи 2009 года в селе проживало 639 человек (302 мужчины и 337 женщин).